# Hintere Üntschenspitze
Die Hintere Üntschenspitze ist eine 2046 m ü. A. hohe Graterhebung der Güntlespitze in der Untergruppe Baader Bergumrahmung der Allgäuer Alpen. Sie liegt südwestlich des Talschlusses des Kleinwalsertals und ist Teil des Grats zwischen Güntlespitze im Nordwesten und dem Wannenberg (1830 m ü. A.) im Osten. Sie hat den Charakter eines reinen Grasbergs.

## Besteigung
Auf die Hintere Üntschenspitze führt ein nicht markierter Pfad, der, von der Güntlespitze kommend, an der schwierigsten Stelle (UIAA I) alte, nicht mehr in Stand gesetzte Drahtseilversicherungen aufweist.
Sie kann auch weglos über den Wannenberg oder auf Pfadspuren über den Üntschenpass erstiegen werden. Weil sie eine nur unscheinbare Erhebung des Grates darstellt, wird sie selten bestiegen. Gemäß dem Gipfelbuch wurde das Gipfelkreuz im Frühsommer 2012 errichtet.